# Wikon
Wikon (in der Regionalmundart Wiigge) ist eine politische Gemeinde im Wahlkreis Willisau des Kantons Luzern in der Schweiz.

## Geographie
Wiigge, wie die Einheimischen die Gemeinde nennen, liegt südlich von Zofingen zwischen
der Wigger im Westen und der Uerke im Osten. Ausser im Süden grenzt die Gemeinde immer an den Nachbarkanton Aargau. Vier der sechs Hauptsiedlungen liegen in der Ebene des Wiggertals. Dies sind neben Wikon-Dorf das 1,1 km nördlich liegende Adelboden (439 m ü. M.), Rotfarb (436 m ü. M.; 1,7 km nordwestlich des Dorfs) und das Gebiet westlich des Dorfs bei der Station Brittnau-Wikon, das mit Wikon-Dorf zusammengewachsen ist. Wikon-Oberdorf (495 m ü. M.; 600 m östlich des Dorfs) und der kleine Weiler Moosersagi (533 m ü. M.; 2,6 km nordöstlich des Dorfs) an der östlichen Gemeindegrenze sind nebst einigen Gehöften weitere nennenswerte Siedlungen.
Moosersagi liegt an der Uerke im gleichnamigen Tal. Dieser Bach bildet die Grenze zu Wiliberg im Kanton Aargau. Das Gebiet östlich der Wiggerebene ist stark bewaldet und sehr hügelig. Südöstlich von Wikon-Dorf liegt der bewaldete Birchberg (629 m ü. M.) und östlich des Dorfs der Riedwald. Im Osten von Adelboden liegen der Schlosswald und eine bewaldete Höhe namens Galgenberg (586 m ü. M.). Die Waldgebiete von Lienihubel (661 m ü. M.), Eichbüel, Mösli und Längrüti schliessen sich östlich und nördlich davon an. All diese Wälder bilden eine geschlossene Fläche.
Ganz im Osten der Gemeinde im Uerketal ist es sehr sumpfig. Die Gegend östlich der Wiggerebene ist daher nahezu unbewohnt. Im Nordosten der Gemeinde liegt der landwirtschaftlich geprägte Weiler Hintermoos mit circa 50 Einwohnern. Der Bach Altachen bildet die Grenze zum Kanton Aargau. Vom Gemeindeareal werden 37,4 % landwirtschaftlich genutzt. Mehr als die Hälfte (51,6 %; östlich des Wiggertals) sind bewaldet, und 10,6 % sind Siedlungsfläche (Stand: 2015/16).
Wikon grenzt an Reiden im Kanton Luzern sowie an Bottenwil, Brittnau, Wiliberg und Zofingen im Kanton Aargau.

## Bevölkerung
| Bevölkerungsentwicklung | Bevölkerungsentwicklung |
| Jahr                    | Einwohner               |
| ----------------------- | ----------------------- |
| 1798                    | 529                     |
| 1850                    | 952                     |
| 1910                    | 738                     |
| 1920                    | 743                     |
| 1970                    | 1374                    |
| 1980                    | 1263                    |
| 1990                    | 1387                    |
| 2000                    | 1342                    |
| 2010                    | 1365                    |
| 2015                    | 1474                    |
| 2018                    | 1527                    |

Die Bevölkerung wuchs von 1798 bis 1850 sehr stark an (+ 80,0 %). Danach setzte bis 1910 eine massive, stufenweise Abwanderung ein (1850–1910: −22,5 %). Von 1920 bis 1970 stieg die Einwohnerzahl ununterbrochen an (+ 79,4 %). Nach einem Rückgang in den 1970er-Jahren folgte ein letztes Wachstum in den 1980er-Jahren auf den höchsten je ermittelten Bevölkerungsstand. Beginnend um 1990 ging die Bevölkerung langsam, aber stetig zurück (1990–2004: − 6,3 %), bis ca. 2010 dank grösserer Bautätigkeit die Bevölkerung wieder langsam angestiegen ist.

### Sprachen
Die Bevölkerung benutzt als Alltagssprache eine hochalemannische Mundart. Bei der letzten Volkszählung im Jahr 2000 gaben 90,39 % Deutsch, 3,28 % Albanisch und 1,86 % Serbokroatisch als Hauptsprache an.

### Konfessionsstatistik
Früher waren alle Bewohner Mitglied der römisch-katholischen Kirche. Mit Stand 2014 war die religiöse Zusammensetzung der Einwohnerschaft wie folgt: 45,5 % römisch-katholische, 26,5 % evangelisch-reformierte Christen und 28,0 % andere Konfessionen oder Konfessionslose. Heute (Stand 2019) sieht die religiöse Zusammensetzung der Einwohnerschaft wie folgt aus: 39,1 % römisch-katholische, 25,0 % evangelisch-reformierte Christen und 35,9 % andere Konfessionen oder Konfessionslose.

### Herkunft – Nationalität
Ende 2022 waren von den 1486 Einwohnern 1206 Schweizer und 280 (= 18,8 %) Ausländer. Die Einwohnerschaft bestand aus 81,2 % Schweizer Staatsbürgern. Ende 2022 stammten die ausländischen Einwohner aus Portugal (60 Personen), Deutschland (57), Italien (32), Nordmazedonien (22), dem Kosovo (16), Serbien (10), der Türkei (8) und Spanien (7). 33 Personen stammten aus dem übrigen Europa, und 35 waren aussereuropäischer Herkunft.

## Geschichte
Wie Funde wie steinzeitliche Feuergeräte belegen, wurde die Gemeinde schon sehr früh besiedelt. Der Ort ist allerdings namentlich erst relativ spät erstmals belegt. Im Jahr 1256 siegelte Graf Hermann von Kyburg apud Wiggen. Die Burgen (die Quellen schwanken zwischen vier und fünf Burgen) sind allerdings bereits im 11. Jahrhundert errichtet worden und gehörten zur Herrschaft der Grafen von Lenzburg. Später waren, wie oben erwähnt, die Kyburger die Herren, denen die Habsburger als Erben folgten. Unter Letzteren wurde Wikon ein Teil der Grafschaft Willisau. Die Ritter von Büttikon waren lange die Lehnsherren. Im Jahr 1415 eroberten die Berner und Luzerner den habsburgischen Aargau. In Wikon besetzten beide Seiten Burgen und stritten sich um die Herrschaft. Durch einen eidgenössischen Beschluss wurde die Gemeinde im Jahr 1470 Luzern zugesprochen. Bereits sechs Jahre später kauften die Luzerner von Hans Thüring von Büttikon auch die niedere Gerichtsbarkeit, so dass sie die Gemeinde vollumfänglich beherrschten. Zusammen mit Roggliswil bildete Wikon bis 1798 die Landvogtei Wikon. Im Bauernkrieg hielten die Bewohner vom 26. Mai bis zum 10. Juni 1653 den Landvogt gefangen. Von 1798 bis 1803 gehörte der Ort dann zum Distrikt Altishofen und seither zum damals neu gegründeten Amt Willisau.

## Politik

### Gemeinderat
Der Gemeinderat Wikon besteht aus fünf Mitgliedern und ist wie folgt aufgestellt (Stand November 2024):
- André Wyss (SVP): Gemeindepräsident, Ressortvorsteher Präsidiales, Kultur und Recht
- Ivan Zanin (parteilos): Ressortvorsteher Bau und Infrastruktur
- Barbara Schär (Die Mitte): Ressortvorsteherin Soziales und Gesundheit
- Hans Burgherr (SVP): Ressortvorsteher Finanzen und Volkswirtschaft
- Carmen Hodel Kaufmann (Die Mitte): Ressortvorsteherin Bildung und Sicherheit

### Kantonsratswahlen
Bei den Kantonsratswahlen 2023 des Kantons Luzern betrugen die Wähleranteile in Wikon: Mitte (mit JMitte und Mitte60+) 36,78 %, SVP 26,54 %, glp 11,48 %, SP 10,33 %, FDP 9,82 % und Grüne 5,05 %.

### Nationalratswahlen
Bei den Schweizer Parlamentswahlen 2023 betrugen die Wähleranteile in Wikon: SVP 34,7 %, Mitte 25,3 %, SP 11,1 %, FDP 10,6 %, glp 8,9 %, Grüne 5,9 %, übrige 2,3 %.

## Wirtschaft
Trotz der kleinen Gemeindegrösse liegt Wikon wirtschaftlich strategisch günstig, die Nähe der grösseren Orte Reiden (dessen Industriegebiet nördlich nahtlos in dasjenige von Wikon übergeht) und Zofingen sowie der nahe Autobahnanschluss werden von mehreren Industriebetrieben genutzt. Zu nennen sind Hunkeler AG, Juffern AG, Flachglas Schweiz AG und ALHO Container. Im Dorf gelegen sind auch die Gastronomiebetriebe Restaurant Schlossberg, Hotel Adelboden und der Pizzakurierdienstleister PizzaRoma.

## Verkehr
Seit 1908 hat Wikon zusammen mit Brittnau eine Haltestelle an der Bahnlinie Luzern–Olten. Da diese aber 600 m westlich des Dorfs liegt, sorgen die von Limmat Bus betriebenen Buslinien vom Bahnhof Zofingen über Reiden nach St. Urban bzw. Richenthal zusätzlich für gute Anschlüsse ans Netz des Öffentlichen Verkehrs. So hat man von den meisten Bushaltestellen von Wikon an Werktagen bis spät am Abend einen Halbstundentakt mit direkten Anschlüssen in Zofingen an die Schnellzüge nach Bern und Basel und in Reiden an die Interregio-Züge nach Luzern. Wikon liegt an der Strasse Luzern(-Sursee)-Zofingen(-Olten-Basel), der sogenannten Baslerstrasse. Der nächstgelegene Autobahnanschluss ist Reiden an der A2 in 4 km Entfernung.

## Kultur und Sehenswürdigkeiten
Der Erlebnisbahnhof Wikon bietet auf Anfrage Führungen durch das alte Bahnhofsgebäude mit allerlei Museumsstücken.
Der Spycher ist ein altes Holzgebäude im Ortsteil Adelboden, in und um welchen oft kulturelle Veranstaltungen wie Konzerte, Vernissagen usw. stattfinden. Das nennt sich dann sinngemäss Kultur im Spycher.
Im Jahr 2018 erlangte Wikon national Aufmerksamkeit, da auf dem 28 Meter hohen Silo am Bahnhof ein vorfabriziertes, 115 Tonnen schwerer Wohnbau installiert wurde.

### Schloss und Kloster Wikon
Die Benediktinerin Gertrud Leupi kehrte 1891 aus den Vereinigten Staaten in die Schweiz zurück, kaufte mit Hilfe ihres Neffen und Pfarrers Josef Leupi das Schloss Wikon und gründete dort als Erziehungs- und Missionsinstitut das Kloster Marienburg Wikon, wo sie Schwestern für die Mission in den Vereinigten Staaten ausbildete. Das Kloster wurde im März 2019 aufgegeben, die letzten Benediktinerinnen zogen in das umgebaute Frauenkloster St. Andreas in Sarnen. Die Klosteranlage wurde Ende 2019 verkauft.
Die Klostergebäude sollen zukünftig anders genutzt werden.

## Persönlichkeiten
- Gertrud Leupi (1825–1904), Benediktinerin, Gründerin von drei Klöstern, geboren und gestorben in Wikon